# Vårfryle
Vårfryle (Luzula pilosa) är en tågväxt som blommar tidigt på våren. Den är lågväxt och har oansenliga små svartbruna blommor. Vårfryle växer i tuvor och blir omkring 2 decimeter hög. Den blommar i april-maj.